# Diphénylphosphure de lithium
Le diphénylphosphure de lithium est un composé organophosphoré de formule chimique (C6H5)2PLi. Il se présente sous la forme d'un solide sensible à l'air qui est utilisé pour la préparation de dérivés de la diphénylphosphine (C6H5)2PH. Il est distribué dans le commerce en solution dans le tétrahydrofurane (THF).
Le diphénylphosphure de lithium, de sodium et de potassium sont préparés par réduction de la chlorodiphénylphosphine (C6H5)2PCl, de la triphénylphosphine (C6H5)3P, ou de la tétraphényldiphosphine (C6H5)2P–P(C6H5)2 avec un métal alcalin M représentant Li, Na ou K :
(C6H5)2PCl + 2 M ⟶ (C6H5)2PM + MCl ;
(C6H5)3P + 2 M ⟶ (C6H5)2PM + C6H5M ;
(C6H5)2P–P(C6H5)2 + 2 M ⟶ 2 (C6H5)2PM.
Ils peuvent également être obtenus par déprotonation de la diphénylphosphine, qu'ils redonnent par hydrolyse :
(C6H5)2PLi + H2O ⟶ (C6H5)2PH + LiOH.
Avec les halogénoalcanes, ces sels réagissent pour donner des phosphines tertiaires :
(C6H5)2PM + RX ⟶ (C6H5)2PR + MX, où X = F, Cl, Br.